# Georg Gottfried Petri
Georg Gottfried Petri (* 9. Dezember 1715 in Sorau; † 6. Juli 1795 in Görlitz) war ein deutscher Kantor und Komponist.

## Leben
Petri studierte zunächst vier Jahre lang die Rechte in Halle und wirkte dann zunächst als Hauslehrer. Am 30. April 1748 wurde er zum Musikdirektor nach Guben berufen. 1755 bewarb er sich vergeblich auf die Nachfolge von Gottlob Harrer als Thomaskantor in Leipzig. Von 1764 an war er Kantor und Musikdirektor sowie Lehrer am Gymnasium in Görlitz. 
Petri besaß eine umfangreiche Notenbibliothek von etwa 1000 Werken, darunter Kompositions von Georg Philipp Telemann, Johann Sebastian Bach, Johann Friedrich Doles und Gottfried August Homilius. 
Johann Samuel Petri war sein Neffe.

## Werke (Auswahl)
- Musikalische Gemüthsbelustigungen, 2 Teile, Pförten 1761
- "Gesang der drei Männer im Feuerofen", Drama Musicum, welches am zweyten Jubiläo des Görlitzischen Gymnasii am 26. Junii 1765 aufgeführt worden, Görlitz 1765